# Зіміна Олександра Іванівна
Олександра Іванівна Зіміна (8 березня 1903, Тула — 26 січня 2006, Мінськ) — радянська і білоруська акторка театру та кіно. Її називали «білоруською королевою епізоду».

## Біографія
Олександра Зіміна народилася 8 березня 1903 року.
Акторську кар'єру починала в Якутському театрі. З 1952 року грала в Російському драматичному театрі імені М. Горького в Мінську.
Була акторкою кіностудії «Білорусьфільм».
Популярність їй принесли, головним чином, ролі у кінофільмах «Альпійська балада», «Білі роси» та інші.
У кіно Олександра Зіміна з'явилася, коли їй було вже під 60 років. Оператори всі сцени з Зіміною знімали з першого дубля.
Олександра Зіміна — Міжнародна амбасадорка доброї волі ЮНІСЕФ.

## Творчість

### Театральні роботи
- «Іркутська історія» Олексія Арбузова
- «Король Лір» Вільяма Шекспіра
- «Оптимістична трагедія» Всеволода Вишневського

### Фільмографія
- 1961 — Людина йде за сонцем
- 1963 —  Сорок хвилин до світанку
- 1965 — Альпійська балада —  мати Івана
- 1968 — Іван Макарович —  біженка (в титрах не вказана)
- 1969 — Сільські канікули —  Дар'я Іванівна, бабуся Тані (в титрах не вказана)
- 1969 —  Ми з Вулканом —  жінка у дворі, яка розвішувала білизну
- 1971 — Батько
- 1972 — Ось і літо минуло... — перехожа, яка пояснювала Тьомі про час
- 1972 — Після ярмарку
- 1972 —  Золотий ґанок
- 1973 —  Великий трамплін
- 1974 —  Великий приборкувач —  тітка Катя, вахтерка в цирку
- 1974 —  Невідкриті острови —  бабуся
- 1974 — Останнє літо дитинства —  бабуся, «прихистила» Білку
- 1974 — Веселий калейдоскоп
- 1976 —  По секрету всьому світу —  бабуся, яка була розіграна «Фантомасом» з газовою плитою
- 1976 — Про дракона на балконі, про хлопців і самокат
- 1976 —  1978 —  Час обрав нас
- 1977 —  Птахи на снігу
- 1977 — Три веселі зміни —  бабуся
- 1978 —  Гість —  мати
- 1978 — Розклад на післязавтра
- 1979 —  Червоний велосипед
- 1979 — Прийміть телеграму в борг
- 1980 —  Аістьонок —  Пилипиха
- 1980 —  1988 — Державний кордон. Мирне літо 21-го року —  Анфіса Олександрівна
- 1983 — Білі Роси —  Марія, теща діда Тимофія
- 1983 — Водій автобуса
- 1983 —  Тягар
- 1983 —  Батьки і діти —  стара княжна
- 1984 — Осінній подарунок фей —  придворна дама герцогині в середньовіччі
- 1984 — Двоє на острові сліз
- 1992 — Білі одежі
- 1992 — Кооператив «Політбюро», або Буде довгим прощання